# Aloeides damarensis
Aloeides damarensis är en fjärilsart som beskrevs av Henry Trimen 1891. Aloeides damarensis ingår i släktet Aloeides och familjen juvelvingar. Inga underarter finns listade i Catalogue of Life.

## Bildgalleri

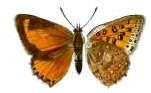